# 174515 Pamelaivezic
174515 Pamelaivezic este un asteroid din centura principală de asteroizi.

## Descriere
174515 Pamelaivezic este un asteroid din centura principală de asteroizi. A fost descoperit pe 28 ianuarie 2003 la Apache Point Observatory în cadrul programului Sloan Digital Sky Survey. Asteroidul prezintă o orbită caracterizată de o semiaxă mare de 3,04 ua, o excentricitate de 0,15 și o înclinație de 6,7° în raport cu ecliptica.